# 海斯勒霍尔姆市镇
海斯勒霍尔姆市镇（瑞典語：Hässleholms kommun）是瑞典南部斯科讷省的一个市镇。其治所位于海斯勒霍尔姆。